# Сеньакко
Cеньякко (Сеньа̀ по-фриульски) фракция муниципалитета Тарченто, в провинции Удине.

## География
Cеньякко находится в 1,31 км к югу от центра Тарченто. Он стоит на одноименном холме, где также выращивается виноградная лоза. На западе граничит с рекой Торре; на севере с населенным пунктом Тарченто; на востоке с фракция Коллальто; и на юге с деревней Казали-Пивидори.

## Климат
Cеньякко имеет климат субконтинента с холодными зимами, умеренно теплым летом и сильными осадками. Муниципалитет Тарченто, по сути, является одним из самых дождливых итальянских муниципалитетов.

## История
Он имеет очень древнее происхождение. Cеньякко уже был заселен в доисторические времена палео-венецианскими популяциями.